# 小三角六辺形二十面体
小三角六辺形二十面体（しょうさんかくろっぺんけいにじゅうめんたい、small triambic icosahedron）とは、星型多面体の一種で、正二十面体の最初の星型であり、星型の胞を利用したアルファベット表記ではBである。正二十面体の各面に三角錐をつけた形をしている。
- 構成面：六角形(正三角形の各辺に二等辺三角形がついたもの)20枚
- 辺：60
- 頂点：32(20の頂点には六角形3枚が集まり、残りの12の頂点には六角形5枚が交差して集まる)
- 枠:二面角が等しくない五方十二面体
- 双対：小二重三角二十・十二面体